# Степок (Узинська міська громада)
Степо́к — село в Білоцерківському районі Київської області. Входить до складу Узинської міської громади. 
Засноване в 1910 році
Населення — 46 жителів

## Джерело
- Облікова картка на сайті ВРУ[недоступне посилання з травня 2019]